# Луїс Гільєрмо Соліс
Луїс Гільєрмо Соліс Рівера (ісп. Luis Guillermo Solís Rivera; нар. 25 квітня 1958) — костариканський політик, сорок четвертий президент Коста-Рики.

## Життєпис
Народився 25 квітня 1958 року в місті Сан-Хосе. Закінчив історичний факультет Університету Коста-Рики й Університет Тулейн (США) 1981 року, професор історії та політології Університету Коста-Рики. У 1986—1990 роках був міністром в уряді Коста-Рики, у 1994—1998 — послом Коста-Рики у Панамі. Входив до Ліберальної партії Коста-Рики, у 2000—2003 роках був її головою, потім залишив її та 2008 року перейшов до Партії громадянської дії. Виборов перемогу на президентських виборах 2014 року та став новим президентом Коста-Рики.
Невдовзі після своєї інавгурації Соліс заборонив поширення його культу особистості, зокрема було заборонено згадування імені голови держави на пам'ятних табличках, а також він заявив, що проти розміщення портрету президента в державних установах, що до того було звичайною практикою.
За часів його врядування збільшились темпи зростання економіки та знизився рівень бідності. Його адміністрація збільшила видатки на освіту й охорону здоров'я, а також ініціювала низку реформ, спрямованих на боротьбу з бідністю та створення нових робочих місць.
Разом з тим у країні збільшився дефіцит бюджету та зростання насильства, зокрема числа убивств, що передусім було пов'язано з активізацією діяльності наркоторговців і злочинних угруповань.
Окрім того, президенту довелось зіштовхнутись із природними катаклізмами, зокрема 2017 року його адміністрація вела боротьбу з наслідками тропічного шторму «Нейт» та потужного землетрусу, що стався на тихоокеанському узбережжі поряд зі столицею.
Вийшов у відставку після завершення терміну повноважень 2018 року. Його наступником на посаді голови держави став Карлос Альварадо Кесада.